# Kilichi

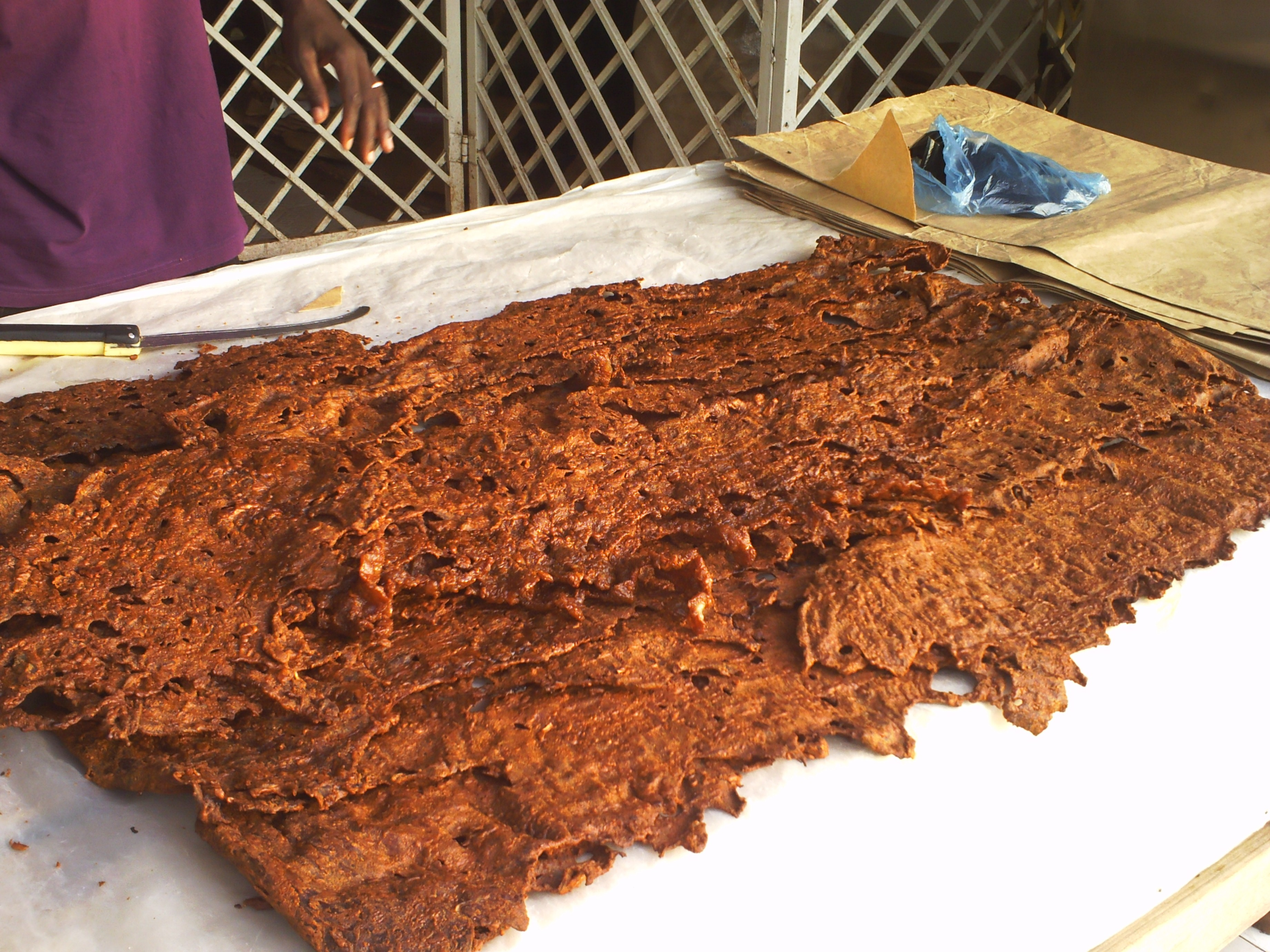
Kilichi sur une table.

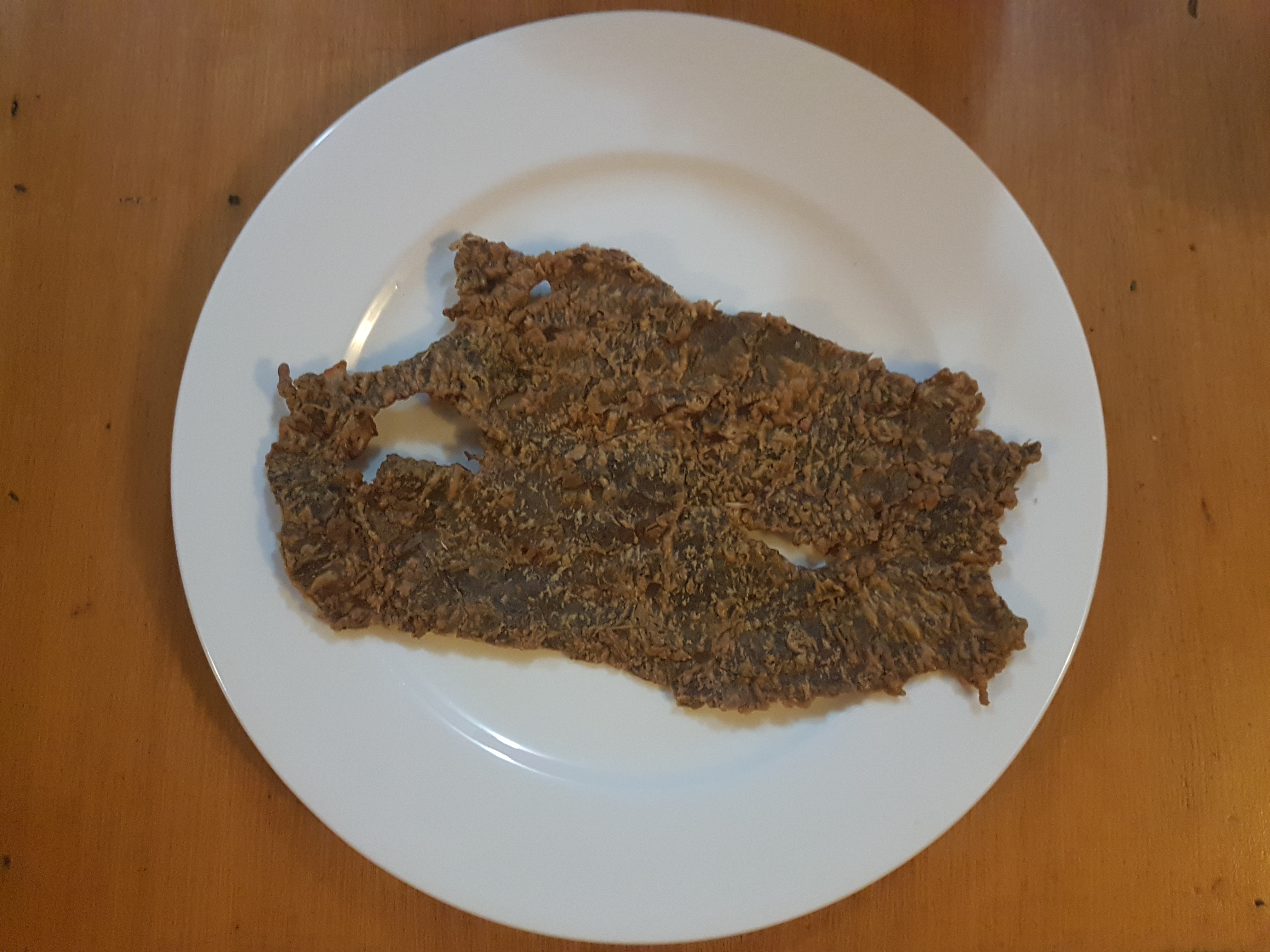
Kilishi de dromadaire fabriqué à Maiduguri (Nigéria).

Le kilichi (dans les pays francophones) ou kilishi (dans les pays anglophones) est une préparation de viande séchée en usage au Niger, au Tchad, dans le nord du Nigéria et du Cameroun. Elle se prépare en faisant sécher au soleil de fines lanières de viande, généralement du bœuf, mais aussi du dromadaire, de l'agneau et de la chèvre. Ces lanières sont ensuite enrobées d'une pâte à base d'arachide et de divers condiments et légumes, dont l'oignon et plusieurs épices. Le produit ainsi obtenu est ensuite remis à sécher quelques heures au soleil puis rôti quelques minutes sur un feu vif. Le produit n'étant ni normalisé, ni protégé, il existe de grandes variations dans les méthodes de préparation,.
Si la paternité du kilichi est  attribuée au Niger, la spécialité est également produite et consommée dans les pays limitrophes (Cameroun, Nigéria, Mali, etc.), notamment du fait de l'émigration de Nigériens.

## Fabrication
La fabrication du kilichi se déroule en plusieurs phases.

### Nettoyage
Les parties de la viande de bœuf choisies pour le kilichi sont le faux-filet et les gigots car ce sont des parties charnues. Une fois ces parties sélectionnées, elles sont ensuite débarrassées de leur graisse et coupées en fines lanières à l'aide d'un couteau de cuisine. 

### Première phase de séchage

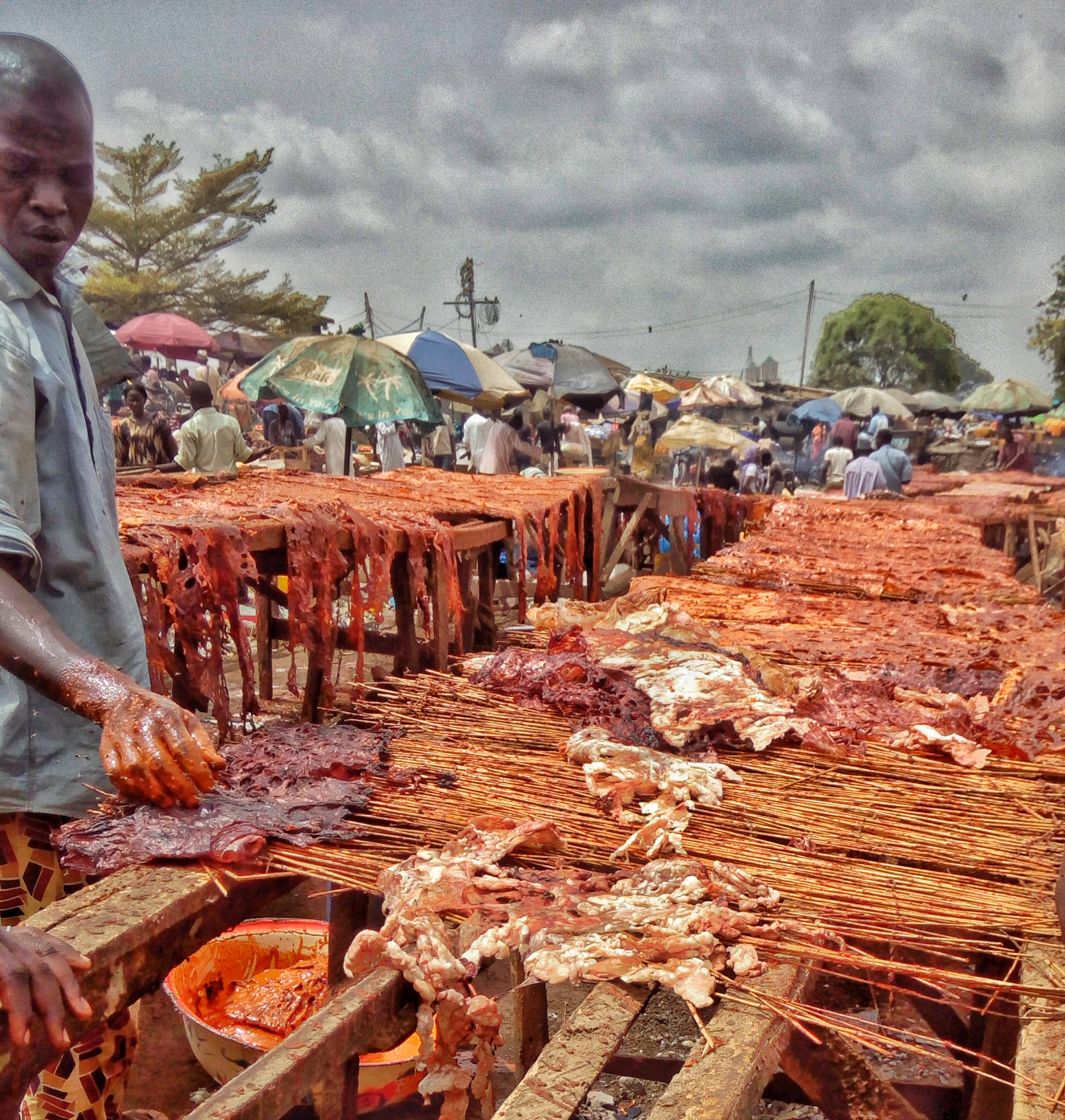
Séchage du kilichi sur des claies (Nigeria).

Les lanières de viande sont étalées sur une planche ou sur des claies et mises au soleil pendant quatre à cinq heures. Elles sont retournées de temps en temps pour que toutes les faces soient présentées au soleil. Afin d'éviter la poussière sur la viande, ce séchage est effectué dans un endroit bien aménagé.

### Assaisonnement
Les lanières sont assaisonnées par trempage dans une pâte de condiments comprenant de l'arachide écrasé, du sel, des épices, du sésame pillé, du gingembre et d'autres condiments traditionnels.
La quantité de condiments utilisée varie en fonction de la qualité de viande à obtenir. À ce niveau on obtient du kilichi de couleur rougeâtre si les lanières de viande ont été trempées dans une sauce de condiments contenant du piment rouge, de couleur jaunâtre si la sauce ne contenait pas de piment rouge, ou noire si le kilichi n'a été trempé dans aucune sauce.

### Deuxième séchage
Ces lanières de viande sont remises à sécher durant deux à trois heures. Elles sont ensuite badigeonnées d'huile et posées sur des grillages ou elles seront délicatement fumées avec la chaleur du feu. Le temps d'exposition sur le grillage varie en fonction de la quantité de kilichi, il varie de quatre à cinq jours pour les quantités importantes destinées à la commercialisation.